# Rudolf Remkhi
Rudolf Remkhi, né le 5 octobre 2003 à Almaty, est un coureur cycliste kazakhstanais.

## Biographie
En 2022, Rudolf Remkhi rejoint l'équipe continentale Almaty. Durant cette saison, il se classe notamment quatrième du championnat du Kazakhstan du contre-la-montre dans la catégorie espoirs (moins de 23 ans). Il réalise également deux tops dix sur des courses turques. 
En début d'année 2023, il termine troisième du Sharjah Tour, tout en ayant remporté une étape.

## Palmarès et résultats

### Palmarès par année
- 2022
  - 1re étape de la Kazakstan Cup
- 2023
  - 3e étape du Sharjah Tour
  - 2e de l'Aziz Shusha
  - 3e du Sharjah Tour
- 2024
  - 2e étape du Tour de Roumanie

### Classements mondiaux
| Année                                 | 2022  | 2023 | 2024  |
| ------------------------------------- | ----- | ---- | ----- |
| Classement mondial                    | 1936e | 902e | 1402e |
| UCI Asia Tour                         | 192e  | 36e  | 94e   |
|                                       |       |      |       |
| Légende : nc = non classéSource : UCI |       |      |       |